# 경북기계명장고등학교
경북기계명장고등학교(慶北機械名匠高等學校)는 대한민국 경상북도 칠곡군 지천면 신리에 있는 공립 고등학교이다.

## 학교 연혁
- 1984년 3월 3일 : 칠곡고등학교 개교
- 2012년 3월 1일 : 창의·인성모델학교 및 시범학교 3년간 운영
- 2014년 2월 5일 : 다목적 강당(소학관) 증축
- 2016년 1월 20일 : 특성화고 전환 확정
- 2018년 3월 1일 : 경북기계명장고등학교 전환(기계과 9학급 225명)
- 2018년 3월 1일 : 교육부요청 경상북도지정 과정평가형자격 연구학교 운영(컴퓨터응용밀링기능사)
- 2018년 11월 30일 : 제1회 경북기계명장고 명장선언식
- 2020년 3월 1일 : 경북기계명장고등학교로 교명 변경
- 2024년 1월 9일 : 중학교 제41회 6명(총 2,439명) 졸업식
- 2024년 1월 9일 : 고등학교 제38회 66명(총 2,063명) 졸업식
- 2024년 3월 1일 : 제20대 이동재 교장 취임
- 2024년 3월 4일 : 신입생 41명(중학교 8명) 입학
- 2024년 3월 4일 : 신입생 41명(고등학교 33명) 입학

## 설치 학과
- 기계과
- 스마트용접과
- 스마트기계과

## 참고 자료
- 경북기계명장고등학교 - 한국교육학술정보원 학교알리미